# Elena Hartmann
Elena Hartmann   (Grisons, 12 de desembre de 1990) és una ciclista suïssa de ciclisme de carretera, on, actualment competeix amb l'equip Ceratizit Pro Cycling Team.
Va participar als Jocs Olímpics d'Estiu de 2024. Ha estat tres vegades consecutives campiona de Suïssa de contrarellotge.

## Palmarès en ruta
- 2022
  -  Campiona Suïssa en contrarellotge
- 2023
  -  Campiona Suïssa en contrarellotge
  - 1a al Tour de Berlín i vencedora d'una etapa
- 2024
  -  Campiona Suïssa en contrarellotge
  - 1a al Gran Premi Presidente
  - 1a a la Volta a El Salvador i vencedora de dues etapes
- 2025
  - 1a a la Volta a El Salvador

### Resultats a les Grans Voltes

#### Giro d'Itàlia
- 2024: abandona a la 4a etapa
- 2025: 32a posició

#### Tour de França
- 2024: abandona a la 5a etapa
- 2025: 49a posició